# Edwin C. Johnson

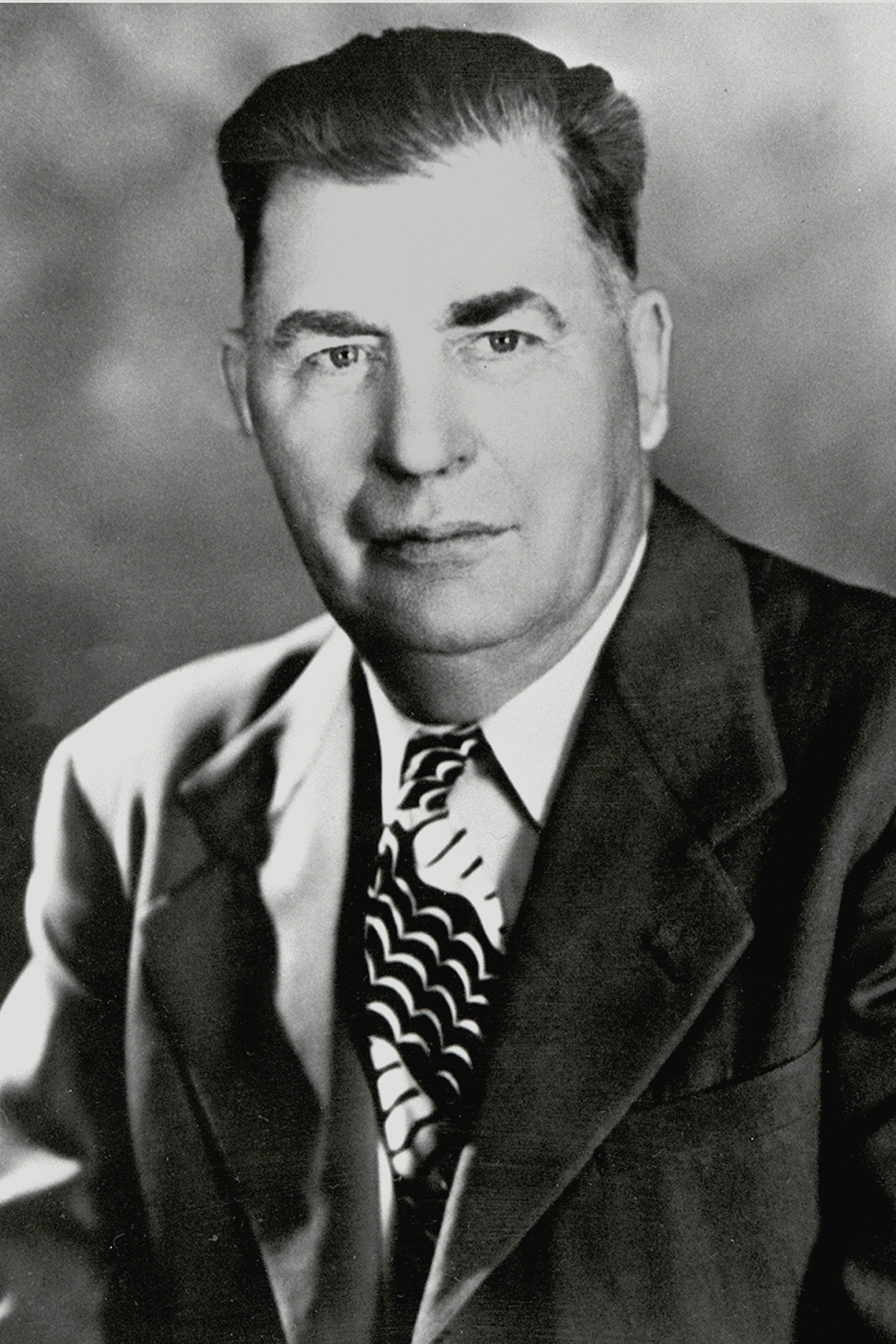
Edwin C. Johnson.

Edwin Carl "Big Ed" Johnson, född 1 januari 1884 i Scandia, Kansas, död 30 maj 1970 i Denver, Colorado, var en amerikansk demokratisk politiker. Han var guvernör i delstaten Colorado 1933-1937 och 1955-1957. Han representerade Colorado i USA:s senat 1937-1955. Han är känd för att i senatens plenisal ha kritiserat Ingrid Bergmans utomäktenskapliga förhållande med Roberto Rossellini.

## Bakgrund och tidig karriär
Johnson föddes på nyårsdagen 1884 i den lilla staden Scandia som hade grundats av invandrare från Sverige och tidigare hetat New Scandinavia. Han flyttade senare samma år till Nebraska med sina föräldrar och blev i sin ungdom jordbrukare i Colorado.
Johnson var ledamot av Colorado House of Representatives, underhuset i delstatens lagstiftande församling, 1923-1931. Han var viceguvernör i Colorado 1931-1933.

## Guvernör och senator
Johnson vann guvernörsvalet i Colorado 1932. Han efterträdde Billy Adams som guvernör i januari 1933. Han omvaldes 1934.
Senator Edward P. Costigan kandiderade inte till omval i senatsvalet 1936. Johnson vann valet och efterträdde Costigan i senaten i januari 1937. Han omvaldes 1942 och 1948.
Som en ledargestalt bland svenskamerikanerna var Johnson speciellt upprörd av filmstjärnan Ingrid Bergmans förhållande med Roberto Rossellini. Han hade uppskattat Bergman som den perfekta modellen för hur en nordisk kvinna ska vara. Äktenskapsbrottet fick Johnson att kalla Bergman bland annat "a powerful influence for evil". I sitt över en timme långa tal i USA:s senat krävde Johnson att Bergman inte skulle tillåtas att återvända till USA.
Johnson bestämde sig för att inte kandidera till en fjärde mandatperiod i senaten. Han kandiderade i stället i guvernörsvalet i Colorado 1954 och vann en gång till. Han efterträddes 1957 som guvernör av Stephen L.R. McNichols.
Johnsons var lutheran, frimurare och medlem av Odd Fellows. Hans grav finns på Fairmount Cemetery i Denver.